# Boršov nad Vltavou
Boršov nad Vltavou település Csehországban, a České Budějovice-i járásban. Boršov nad Vltavou Včelná, Vrábče, Homole, Kamenný Újezd, České Budějovice és Planá településekkel határos. Lakosainak száma 2065 fő (2024. január 1.).

## Népesség
A település lakosságának változását az alábbi diagram mutatja:
| Lakosok száma | 723  | 864  | 920  | 952  | 995  | 918  | 1857 | 1919 | 1997 | 2065 |
|               | 1869 | 1890 | 1921 | 1950 | 1980 | 2001 | 2017 | 2019 | 2022 | 2024 |